# Фридберг (Баварска)
Фридберг (њем. Friedberg) град је у њемачкој савезној држави Баварска. Једно је од 24 општинска средишта округа Ајхах-Фридберг. Према процјени из 2010. у граду је живјело 29.119 становника. Посједује регионалну шифру (AGS) 9771130.

## Географски и демографски подаци
Фридберг се налази у савезној држави Баварска у округу Ајхах-Фридберг. Град се налази на надморској висини од 514 метара. Површина општине износи 81,2 km². У самом граду је, према процјени из 2010. године, живјело 29.119 становника. Просјечна густина становништва износи 358 становника/km².

## Међународна сарадња
| Мјесто        | Држава               | Врста сарадње | Од    |
| ------------- | -------------------- | ------------- | ----- |
| Велс ам Шлерн | Италија              | партнерство   | 1964. |
| Чипенам       | Уједињено Краљевство | партнерство   | 1992. |
| Бресир        | Француска            | партнерство   | 1992. |
|               | Чешка                | контакт       | 1989. |
| Фридберг      | Аустрија             | партнерство   | 1966. |
| Извор         |                      |               |       |